# برندن کویل
برندن کویل (انگلیسی: Brendan Coyle؛ زادهٔ ۲ دسامبر ۱۹۶۳) بازیگر اهل بریتانیا است.
از فیلم‌ها یا برنامه‌های تلویزیونی که وی در آن نقش داشته است، می‌توان به کلاغ سیاه، ماری ملکه اسکاتلند، توطئه، سوگلی‌های عروسی و دانتون ابی اشاره کرد.